# Abelisaurus
Abelisaurus („șopârla lui Abel”) este un gen de dinozaur theropod de la sfârșitul Cretacicului, originar din ceea ce este acum America de Sud. A fost un biped carnivor care a atins, probabil, 7-9 metri în lungime, deși este cunoscut de la un singur craniu parțial.

## Legături externe
Materiale media legate de Abelisaurus la Wikimedia Commons